# Bapatla
Bapatla è una suddivisione dell'India, classificata come municipality, di 68.103 abitanti, situata nel distretto di Guntur, nello stato federato dell'Andhra Pradesh. In base al numero di abitanti la città rientra nella classe II (da 50.000 a 99.999 persone).

## Geografia fisica
La città è situata a 15° 54' 0 N e 80° 28' 0 E e ha un'altitudine di 4 m s.l.m..

## Società

### Evoluzione demografica
Al censimento del 2001 la popolazione di Bapatla assommava a 68.103 persone, delle quali 34.642 maschi e 33.461 femmine. I bambini di età inferiore o uguale ai sei anni assommavano a 6.501, dei quali 3.371 maschi e 3.130 femmine. Infine, coloro che erano in grado di saper almeno leggere e scrivere erano 36.053, dei quali 19.944 maschi e 16.109 femmine.